# الحمراء
شهر الحمراء (به عربی: الحمراء) در الداخلیه در کشور عمان واقع شده‌است. جمعیت این شهر ۱۷٫۲۲۱ نفر است.